# جورج سميث (عالم أشوريات)
جورج سميث (بالإنجليزية: George Smith)‏ وهو عالم أثار و أشوريات إنكليزي بريطاني ولد في يوم 26 مارس 1840 في لندن في إنجلترا وينسب لهذا العالم اكتشاف ملحمة جلجامش أقدم ملحمة في التاريخ والتي إكتشفها في مكتبة نينوى، وهو أيضا مكتشف مكتبة نينوى التي بناها الملك الآشوري آشوربانيبال وكان من رفاقه في العمل أوستن هنري لايارد وهنري رولنسون الإنكليزيان وكان برفقتهم أيضا هرمز رسام وعندما وصل إلى حلب مات موتا مفاجئا هناك في 19 أغسطس 1876 وكان يبلغ من العمر 36 سنة فقط وترك زوجته و أولاده.وهذا كله كذب

## روابط خارجية
- جورج سميث على موقع الموسوعة البريطانية (الإنجليزية)